# 報道1930
『報道1930』（ほうどういちきゅうさんまる）は、BS-TBSで2018年10月1日から、BS-TBS4Kで同年12月3日から、それぞれ毎週月曜日 - 金曜日19:30 - 20:54に生放送されている大型報道番組である。

## 概要
2018年9月30日までTBS系列・BS-TBSで日曜朝に放送されていた『時事放談』の事実上後継番組。当日のニュースの他、討論コーナーをメインにしている。BS-TBSが2000年12月の開局以来、初めて放送する平日の大型報道情報番組である。日本のBSデジタル放送ではすでにキー局系の他の民放局を中心に、『BSフジLIVE プライムニュース』（BSフジ・BSフジ4K）や『深層NEWS』（BS日テレ）などの報道番組を看板に据えており、本番組の始動は他局に「殴り込み」を仕掛ける体裁となった。
メインキャスターには『NEWS23X』（TBS）や『週刊報道 LIFE』（BS-TBS）などでキャスターを務めてきたTBS記者の松原耕二を起用し、月曜日と木曜日のサブキャスターには『ひるおび!・午前』内包の『JNNニュース』（TBS）からの異動となるTBSアナウンサーの高畑百合子、火曜日・水曜日・金曜日のサブキャスターには『週刊報道 LIFE』で松原とコンビを組んできたTBSアナウンサーの出水麻衣がそれぞれ起用されることとなった。
月 - 金曜日19時30分という本番組の放送開始時刻は、19時開始の『NHKニュース7』（NHK総合）が終了し、月 - 金曜日20時開始の『BSフジLIVE プライムニュース』が始まる前の時間帯となる。BS-TBS編成局編成部長の佐藤秀一は、2018年9月4日に行われた同局の改編説明会で、「本番組の最大のポイントは、夜の7時30分からスタートするところ」「NHKさんから流れてくる、もっと深くニュースを知りたい、聞きたいという“ニュースコア層”をBSフジさんに先駆け、取り込んでいくことが最大の狙い」「地上波を含め、ニュースがない報道の未開拓ゾーン。ここにくさびを打ち込んで、BS-TBSが旗を立てる」とアピールしている。
なお、2018年12月1日にBS-TBS4Kが開局したが、開局後最初の放送日である同月3日より、本番組は4K制作に移行のうえ、同局でも放送開始した。
2019年12月2日から2020年8月まで、TBS FREEでインターネット同時配信を行っていた。

## 出演者
職業（肩書）を記していない人物は、出演の時点でTBSテレビの現職アナウンサー。

### 現在の出演者

#### メインキャスター
- 松原耕二[1]（フリーキャスター、2018年10月1日 - ）

#### サブキャスター
- 斉藤初音 （CBCテレビ） 月曜
- 近藤夏子  火曜
- 上村彩子  水曜
- 篠原梨菜  木曜
- 森田絹子 （北海道放送） 金曜

TBSテレビの現職アナウンサーは、担当日においてTBSグループの別番組（近藤はTBSラジオ『SCALP D presents 那須川天心のかんきもラジオ』パートナー、上村・篠原はTBS系『ひるおび』内11:30からの『JNNニュース』キャスター）の担当を兼務している。

#### コメンテーター
- 堤伸輔（フォーサイト元編集長）- 月 - 木曜日
- パトリック・ハーラン（東京工業大学非常勤講師、お笑い芸人）- 金曜日

### 過去の出演者
| 期間      | 期間      | メインキャスター | サブキャスター | サブキャスター | サブキャスター      | サブキャスター | サブキャスター | コメンテーター | コメンテーター       |
| 期間      | 期間      | メインキャスター | 月曜           | 火曜           | 水曜                | 木曜           | 金曜           | 月 - 木曜      | 金曜                 |
| --------- | --------- | ---------------- | -------------- | -------------- | ------------------- | -------------- | -------------- | -------------- | -------------------- |
| 2018.10.1 | 2019.3.29 | 松原耕二         | 高畑百合子     | 出水麻衣       | 出水麻衣            | 高畑百合子     | 出水麻衣       | 堤伸輔         | パトリック・ハーラン |
| 2019.4.1  | 2021.8.31 | 松原耕二         | 高畑百合子     | 出水麻衣       | 出水麻衣 高畑百合子 | 高畑百合子     | 出水麻衣       | 堤伸輔         | パトリック・ハーラン |
| 2021.9.1  | 2021.9.30 | 松原耕二         | 皆川玲奈       | 出水麻衣       | 出水麻衣            | 水野真裕美     | 宇内梨沙       | 堤伸輔         | パトリック・ハーラン |
| 2021.10.1 | 2022.9.30 | 松原耕二         | 外山恵理       | 出水麻衣       | 出水麻衣            | 若林有子       | 篠原梨菜       | 堤伸輔         | パトリック・ハーラン |
| 2022.10.3 | 2023.3.31 | 松原耕二         | 外山恵理       | 出水麻衣       | 山形純菜            | 若林有子       | 篠原梨菜       | 堤伸輔         | パトリック・ハーラン |
| 2023.4.3  | 2024.3.29 | 松原耕二         | 外山恵理       | 出水麻衣       | 山形純菜            | 山形純菜       | 篠原梨菜       | 堤伸輔         | パトリック・ハーラン |
| 2024.4.1  | 2025.3.27 | 松原耕二         | 外山恵理       | 出水麻衣       | 山形純菜            | 篠原梨菜       | 出水麻衣       | 堤伸輔         | パトリック・ハーラン |
| 2025.3.31 | 現在      | 松原耕二         | 斉藤初音       | 近藤夏子       | 上村彩子            | 篠原梨菜       | 森田絹子       | 堤伸輔         | パトリック・ハーラン |

## コーナー
- 最新のニュース
- 「1930 今夜の視点」
  - 番組の冒頭から放送されるコーナー。初回放送では自由民主党元幹事長の石破茂をゲストに招き、安倍晋三と争った自由民主党総裁選挙の裏側や、翌日に控えた第4次安倍改造内閣の組閣人事について討論した。

- 「特集 ハードトークセッション」
  - 20時前後から放送されるコーナー。初回放送では前日に投開票された沖縄県知事選挙で初当選した玉城デニーと中継を結び、沖縄県知事選挙の背景を振り返ったほか、「1930 今夜の視点」コーナーから引き続き出演していた石破茂とのクロストークを展開した。

### 過去のコーナー
- 「1930 文化情報部」（ - 2019年3月）
  - 番組の終盤に放送されるコーナー。日本各地の美術館や博物館、話題の書籍や映画など、「大人が明日、話題に出来る」情報を紹介する[7]。

## テーマ曲
- クリヤ・マコト「Deep Insight」（2018年10月1日 - ）
クリヤ・マコトによる書き下ろし。Ba.：納浩一、Dr.：則竹裕之、Tp.：エリック・ミヤシロ、Sax.：本田雅人。

## スタッフ
- チーフディレクター：石川瑞紀、紙谷常二、古賀淳也
- プロデューサー：大浦剛
- 制作協力：TBS SPARKLE
- 製作著作：BS-TBS